# ガイウス・スエトニウス・パウリヌス
ガイウス・スエトニウス・パウリヌス（ラテン語: Gaius Suetonius Paulinus）は、ローマ帝国の軍総督。ブーディカの反乱を鎮圧した指揮官として有名であり、66年に執政官（コンスル）となった。パウッリヌス（Paullinus）とも表記される。

## 生涯
プラエトル（法務官）として政務に当たっていたスエトニウスは、42年にレガトゥス・レギオニス（ローマ軍団の司令官）の任に就き、北アフリカにあったマウレタニア王国の反乱鎮圧に当たった。また、ローマ人としては初めてアトラス山脈を越えた人物でもあり、ガイウス・プリニウス・セクンドゥスは『博物誌』執筆の際、スエトニウスの説明を引用している。

### ブリタンニア
59年、死亡したクィントゥス・ウェラニウス(en)の後を受け、ローマ支配下のブリタンニア長官に任命された。彼はウェラニウスの方針を引き継ぎ現在のウェールズ地域にあった諸部族を制圧し、これを赴任後2年で完遂した。彼の高まった名声はグナエウス・ドミティウス・コルブロと並び称され、将来ブリタンニア長官ともなる二人の男が配下に加わった。クィントゥス・ペティリウス・ケリアリスは使節使として第9軍団ヒスパナに、グナエウス・ユリウス・アグリコラはトリブヌスとして第2軍団アウグスタに配置された。

### ワトリング街道の戦い
61年、スエトニウスは第14軍団ゲミナを率いてブリタンニアの抵抗勢力が立て篭もるドルイドの要塞があった北ウェールズのモナ島（現在のアングルシー島）鎮圧に当たっていた。彼の不在に乗じた南西ブリタンニア諸族はイケニ族の女王ブーディカを中心に蜂起、反乱を開始した。植民地カムロドゥヌム（現在のコルチェスター）は破壊され、クィントゥス・ペティリウスの軍は打ち負かされた。スエトニウスは急ぎモナ島と和平の同意を取り付け、反乱軍次の標的となるロンディニウム（現在のロンドン）へ急行した。スエトニウスは当初こそ市街戦やむなしとの予測を立てていたが、自軍の兵卒の少なさに加え、ペティリウス敗戦の報に触れるに至り、大局的な視点からロンディニウムを見放す決断を下した。ブーディカ軍はロンディニウムに次いでヴェルラミウム（現在のセント・オールバンズ）にも攻め入り、これらの都市は破壊され尽くした。
これらの都市と市民の犠牲と引き換えに時を稼いだスエトニウスは、第20軍団ウァレリア・ウィクトリクス(en)からの派遣隊を加え、さらに可能な限りの予備役隊との合流を果たし、戦力の補強を着々と進めた。ただ、エクセター近郊に展開していた第2軍団アウグスタの司令官ポエニウス・ポストゥムス(en)はこれに応じなかった。それでも何とか10,000人の軍団を集めたスエトニウスは、歴史学者タキトゥスによれば100,000、カッシウス・ディオによると230,000といわれるブーディカの大軍と対峙した。ワトリング街道の戦いと呼ばれるこの戦闘では、戦場選びから始まったスエトニウスの知略が充分に発揮された。森に阻まれた狭窄な地に陣取り、装備の差を見て取るやピルムの投擲でブリタンニア軍の勢いを削ぎ、訓練された兵卒の軍団を巧みに展開し、まさに圧勝を得た。
戦後、スエトニウスはゲルマニアから戦力を補強し、反乱再発の芽を摘むべく残党を粛清する刑罰制定などを進めた。しかしこれではさすがに逆効果と判断された。ローマ皇帝ネロの意向を受けた新任の行政長官ガイウス・ユリウス・アルピヌス・クラッシキアヌス(en)が着任し、スエトニウスの権限は軍事行為のみに限定された。ネロの解放奴隷政策推進を名目に行われた調査で、スエトニウスは彼が数隻の船を失っていたことを口実に指揮権を剥奪され、その地位はプブリウス・ペトロニウス・トゥルピリアヌスに渡された。

### 内戦期
66年にスエトニウスは執政官に就任。68年、皇帝ネロの死に続く内戦では、彼はオトの上級将官兼軍のアドバイサーに就いていた。彼はプブリウス・マリウス・ケルススとともにアウルス・ウィテッリウス軍将のひとりアウルス・カエキナ・アリエヌス(en)をクレモナの戦いで破ったが、これを追撃しなかったため裏切りの汚名を着せられた。また、カキエナがウィテッリウス軍に合流した時も、結果的には却下されたが、スエトニウスはオトに積極的に戦闘に討って出ない様に進言するなど、オト側敗北の元凶とされた。一説に、これらは意図的に行ったものだと捕縛された後に白状してウィテッリスに許されたとあるが、これは全くの創作とされている。その後、彼がどのような運命を辿ったのかは明らかになっていない。